# Oscar Schwartau
Oscar Schwartau (Sengeløse, 17 maggio 2006) è un calciatore danese, centrocampista o attaccante del Norwich City.

## Caratteristiche tecniche
È un trequartista,ma vista la sua fisicità, capacità di saltare l'uomo e di segnare molte volte è stato schierato da punta.

## Carriera

### Club
Ha giocato nel settore giovanile del Roskilde fino all'età di 13 anni,in cui ha dimostrato di essere un calciatore duttile e fisico. Dunque viene subito acquistato dal Brøndby, giocherà nell'accademia fino al 16 luglio 2022 nella vittoria per 1-0 contro il Aarhus dove esordirà tra i professionisti a soli 16 anni diventando il più giovane danese ad esordire.
Il primo gol arriverà invece alla sua terza partita tra i professionisti il 14 agosto 2022 nella vittoria per 2-0 contro l'Odense,arriveranno altre 2 reti nel corso della sua carriera,il 2 ottobre 2022 nel pareggio contro il Lyngby,ed il 30 ottobre 2022 nella vittoria per 3-2 contro l'Aalborg.
Il suo esordio dal primo minuto avvenne il 4 settembre 2022 nella vittoria per 0-2 contro l'Horsens

### Nazionale
Ha giocato nelle nazionali giovanili danesi Under-16, Under-17 ed Under-19.

## Statistiche

### Presenze e reti nei club
Statistiche aggiornate al 22 gennaio 2025.
| Stagione        | Squadra         | Campionato      | Campionato | Campionato | Coppe nazionali | Coppe nazionali | Coppe nazionali | Coppe continentali | Coppe continentali | Coppe continentali | Altre coppe | Altre coppe | Altre coppe | Totale | Totale |
| Stagione        | Squadra         | Comp            | Pres       | Reti       | Comp            | Pres            | Reti            | Comp               | Pres               | Reti               | Comp        | Pres        | Reti        | Pres   | Reti   |
| --------------- | --------------- | --------------- | ---------- | ---------- | --------------- | --------------- | --------------- | ------------------ | ------------------ | ------------------ | ----------- | ----------- | ----------- | ------ | ------ |
| 2022-2023       | Brøndby         | S               | 13+5       | 3+1        | CD              | 1               | 0               | UECL               | 4                  | 1                  | -           | -           | -           | 23     | 5      |
| 2023-2024       | Brøndby         | S               | 13+1       | 0          | CD              | 3               | 1               | -                  | -                  | -                  | -           | -           | -           | 17     | 1      |
| lug.-ago. 2024  | Brøndby         | S               | 4          | 0          | CD              | 0               | 0               | UECL               | 2                  | 0                  | -           | -           | -           | 6      | 0      |
| Totale Brondby  | Totale Brondby  | Totale Brondby  | 36         | 4          |                 | 4               | 1               |                    | 6                  | 1                  |             | -           | -           | 46     | 6      |
| ago. 2024-2025  | Norwich City    | FLC             | 23         | 1          | FACup+CdL       | 1+1             | 0               | -                  | -                  | -                  | -           | -           | -           | 25     | 1      |
| Totale carriera | Totale carriera | Totale carriera | 59         | 4          |                 | 6               | 1               |                    | 6                  | 1                  |             | -           | -           | 71     | 6      |